# 사트라프
사트라프(고대 페르시아어: 𐎧𐏁𐏂𐎱𐎠𐎺𐎠 흐샤트라파반, 팔레비어: شهربان 샤흐르반)는 페르시아 제국의 속주(사트라피)를 다스리는 총독의 칭호이다. 나라를 속주로 분할하고 총독을 파견하여 통치하는 방법은 벌써 우라르투나 아시리아에서도 실시되었다. 이것이 메디아를 거쳐 페르시아에도 영향을 미쳤다고 생각된다. 사트라프의 파견은 키루스 2세 시대부터 행하여지고 있었지만 이 제도를 완성시킨 것은 다리우스 1세였다. 그는 제국에 20여 개의 사트라피(속주)를 두고 사트라프를 임명하고 주의 행정·사법·군사·조세의 징수를 관장시켰다. 그리고 사트라프를 감독하기 위해 '왕의 눈' 등의 순찰관을 두었다. 

## 같이 보기
- 종주권